# 許三守
許 三守（ホ・サムス、朝鮮語: 허삼수、1936年9月18日 - ）は、大韓民国の政治家、陸軍軍人。第14代韓国国会議員。本貫は金海許氏で、全斗煥政権では許文道、許和平と共に「スリー許」と呼ばれた。カトリック教徒。

## 経歴
日本統治時代の慶尚南道釜山府（現・釜山広域市東区）に生まれた。釜山高等学校、陸軍士官学校、陸軍大学卒業。延世大学校大学院修了。陸軍在籍中に陸士同期の許和平と共にハナフェに加入し、粛軍クーデター当時は保安司令部人事処長であり、80人余りの捜査本部兵力と共に陸軍参謀総長・鄭昇和を逮捕・連行した。その後は全斗煥が率いる合同捜査本部総務局長と中央情報部長特別補佐官、国家保衛立法会議社会浄化分科委員会幹事を歴任し、三清教育を主導した。
陸軍准将として予備役に編入した後、全斗煥政権初期の大統領司正首席秘書官に任命されたが、1982年に全斗煥の信任を失ったため米国に渡り、東西文化研究所研究員、日本大学教授、京都大学教授、スタンフォード大学客員教授を歴任した。盧泰愚政権が発足した1988年に帰国し、同年の第13代総選挙で民主正義党の候補として釜山市東区選挙区から出馬したが、統一民主党の盧武鉉に敗れた。民正党国策評価委員を務めた後、1992年の第14代総選挙で民主自由党の候補として同選挙区から当選した。その後は第14代国会予決・大田エキスポ特別委員、商工資源委員を歴任した。1996年1月に内乱・反乱謀議の参加容疑で拘束・起訴され、同年の第15代総選挙で獄中から無所属で出馬したが落選した。翌年に大法院で懲役6年が確定したが、1997年12月の金大中新任大統領の特別赦免で釈放され、以降は政界を引退した。

## 賞勲
武功勲章忠武章の受章者。